# إيدن روبنسون
إيدن روبنسون (بالإنجليزية: Eden Robinson)‏ (19 يناير 1968، كيتيمات في كندا)؛ كاتِبة وروائية كندية.